# Ls3/5a

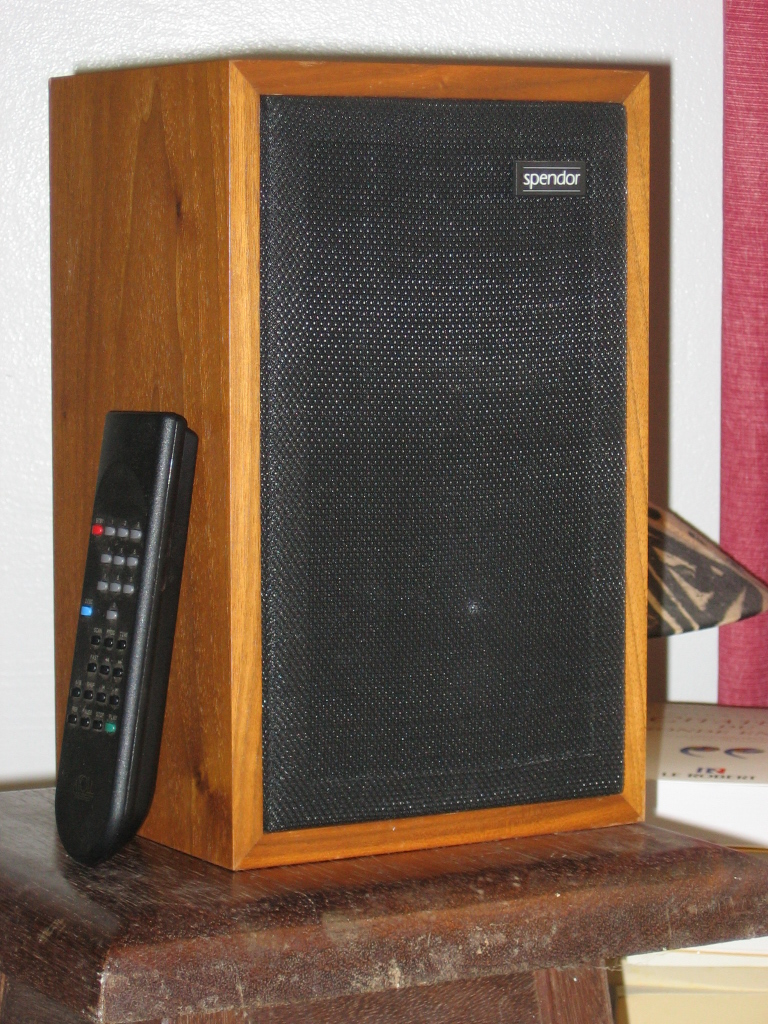
Un diffusore Ls3/5a.

Ls3/5a è la sigla di un diffusore acustico di successo, nato per monitorare le dirette TV della BBC e poi prodotto da numerosi marchi hi-fi (Rogers, KEF, Harbet, Spendor) su licenza della stessa BBC.
Scherzosamente chiamato "scatola da scarpe" per le dimensioni ridotte, offriva comunque prestazioni sonore di alto livello, tanto da rientrare nell'alta fedeltà e spingere alcune aziende a chiedere alla BBC il permesso di commercializzarlo per il pubblico di audiofili.
Il successo commerciale che ne è derivato ha reso le Ls3/5a uno dei prodotti più longevi nella storia dell'alta fedeltà.
Le prestazioni in gamma bassa risultavano penalizzate dalle dimensioni contenute del mobile, sul quale era montato un woofer di appena 11 cm di diametro (il Kef B110 con cono in Bextrene). Ad ogni modo, le casse Ls3/5a sono state le capostipiti di un tipo di diffusore detto mini-monitor che ha avuto momenti di grande popolarità.
Oggigiorno gli esperti hanno maturato una posizione più equilibrata evidenziando anche i difetti citati, ma ciò non toglie che abbiano tuttora un folto numero di estimatori e continuino a provocare grosse discussioni tra gli appassionati, che si dividono tra entusiasti e detrattori .
Uno dei punti di forza delle Ls3/5a è la capacità di adeguarsi alla qualità dell'impianto audio utilizzato, anche quando si utilizzino elettroniche di livello superiore. Per questo possono fare da punto fisso nella catena audio ed essere abbinate ad amplificatori e sorgenti anche molto costosi.